# Jonathan Richman
Pour les articles homonymes, voir Richman.
Jonathan Richman est un chanteur américain, né le 16 mai 1951 à Natick (Massachusetts). Initialement connu comme leader des Modern Lovers, groupe considéré comme l'une des meilleures influences de la scène punk rock américaine, Jonathan Richman a poursuivi une longue carrière, atypique, discrète et extrêmement prolifique.

## Biographie
Excellent guitariste, chanteur délicat et sensible, d'une nature semblant exceptionnellement candide[réf. nécessaire], Jonathan Richman est doté d'une voix particulièrement expressive et ses multiples changements de style ont fréquemment surpris ses admirateurs. Pourtant, ses débuts sont compliqués. Fan du Velvet Underground, il quitte son Massachusetts natal en 1969 pour s'installer à New York. Il sera même obligé de dormir un temps sur le canapé de Steve Sesnick alors manager du groupe.

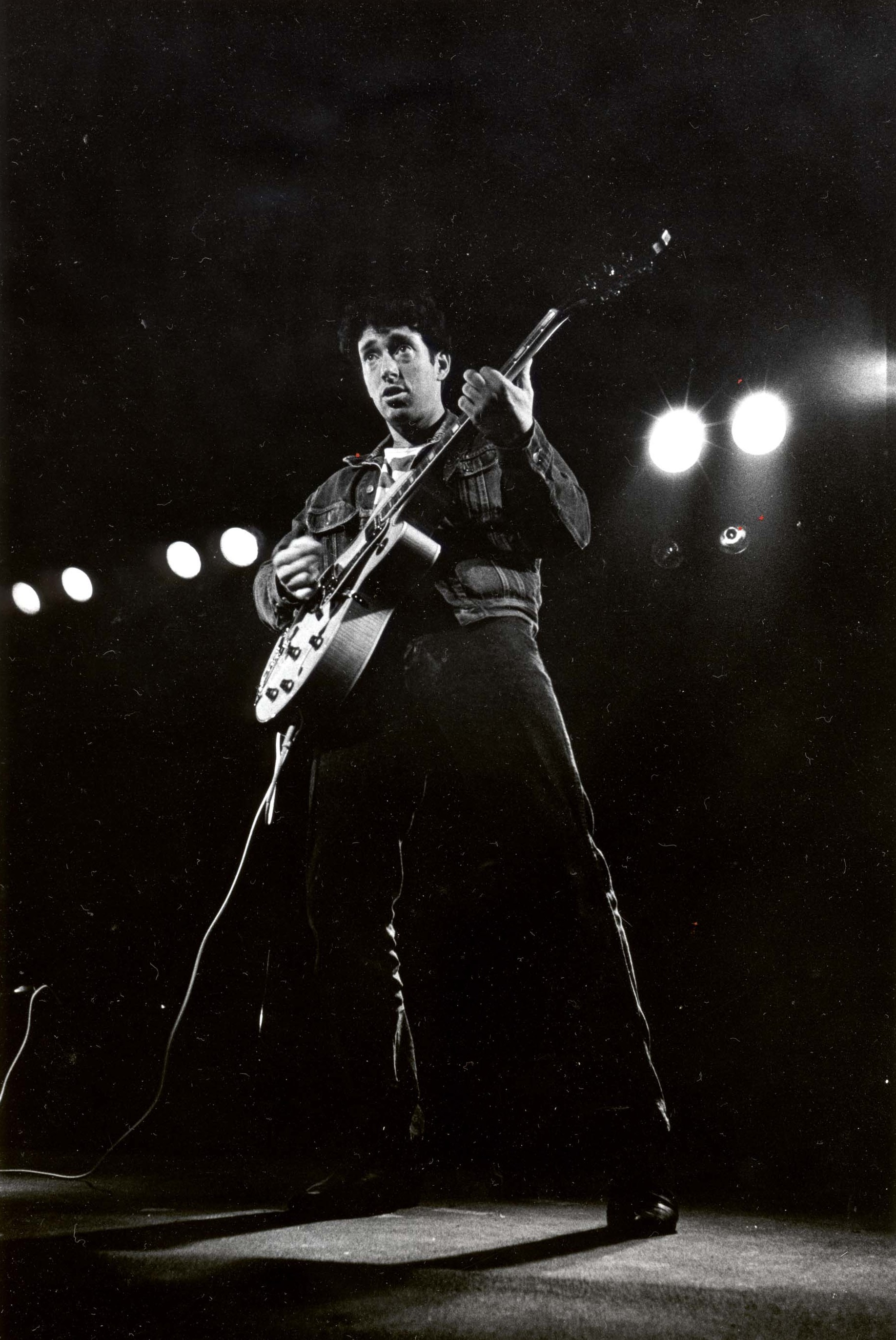
Jonathan Richman en concert à Tokyo

En 1970, il forme The Modern Lovers à Boston avec son ami John Felice. Pendant deux ans, le groupe enregistre plusieurs morceaux avec les producteurs Kim Fowley et John Cale en vue d'un album, mais aucune maison de disque ne veut le publier. Les Modern Lovers se séparent finalement en 1974. Richman réenregistre quelques-unes de ces chansons, accompagné du groupe Earthquake. Trois d'entre elles sont édités par Beserkley Records sur la compilation Beserkley Chartbusters Vol. 1 en 1975. Puis l'album The Modern Lovers est enfin édité par ce label l'année suivante.
Après avoir enregistré deux autres albums avec de nouveaux musiciens, sous le nom de Jonathan Richman and the Modern Lovers, il poursuit une carrière solo. Il est parfois accompagné d'anciens membres des Modern Lovers originaux. Son attitude sur scène est imprévisible et fraternelle, il se comporte fréquemment en grand-frère de son public, rallongeant ses shows à la demande, créant avec lui une forte complicité.
En 1998, Jonathan et son batteur, Tommy Larkins, firent une apparition remarquée dans le film Mary à tout prix des frères Farrelly où ils incarnèrent leur propre rôle, venant à plusieurs reprises résumer en chansons (des chansons composées par Jonathan) les différents rebondissements de l'histoire.
Il évoque régulièrement son lieu d'origine, notamment dans ses chansons Twilight in Boston, Fly into the mystery ou encore New-England (avec les Modern Lovers).

## Discographie

### The Modern Lovers
- The Modern Lovers (1976)
- The Original Modern Lovers (1981)
- Live At The Longbranch Saloon (1992)
- Precise Modern Lovers Order (1994)
- Live At The Longbranch And More (1998)

### Jonathan Richman and The Modern Lovers
- Jonathan Richman & The Modern Lovers (en) (1976)
- Rock 'n' Roll With The Modern Lovers (en) (1977)

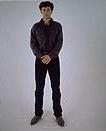
Jonathan Richman par Elsa Dorfman

- Modern Lovers 'Live (1977)
- Back In Your Life (1979)
- Jonathan Sings! (en) (1983)
- Rockin' And Romance (1985)
- It's Time For (1986)
- Modern Lovers 88 (1988)

### Jonathan Richman
- Jonathan Richman (1989)
- Jonathan Goes Country (1990)
- Having A Party With Jonathan Richman (1991)
- I, Jonathan (1992)
- ¡Jonathan, Te Vas A Emocionar! (1994)
- You Must Ask the Heart (1995)
- Surrender To Jonathan (1996)
- I'm So Confused (1998)
- B.O.F. Mary à tout prix (1998)
- Her Mystery Not of High Heels and Eye Shadow (2001)
- Not So Much To Be Loved As To Love (2004)
- B.O.F. Revolution Summer (2007)
- Because Her Beauty Is Raw and Wild  (2008)
- ¿ A qué venimos sino a caer ? (2008)
- O Moon Queen of Night on Earth  (2010)
- Ishkode! Ishkode! (2016)
- SA (2018)